# 燃える部屋
燃える部屋(原題：The Burning Room)は、米国のミステリー作家マイクル・コナリーによる27番目の長編小説であり、ロサンゼルスの刑事ハリー・ボッシュシリーズの17番目の長編小説である。
ボッシュは、新しい相棒ルシア・ソトとともに、10年前に起きた狙撃事件の真相を追う。

## あらすじ
ハリー・ボッシュと新人相棒ルシア・ソトは、ロサンゼルスの広場で演奏中に撃たれ、腰から下が麻痺した演奏者オルランド・メルセドの事件を担当する。当時犯人はわからず、メルセドは傷の合併症で死ぬまで10年間生き延びた。彼が死んでようやく銃弾が摘出され、ボッシュはメルセドがライフルで撃たれたこと、つまり当時疑われていたようなギャングによる無差別暴力ではなく、狙撃であったことを知る。当時の監視カメラの映像を見直した彼らは、狙撃の本当のターゲットはメルセドの近くにいた演奏者アンヘル・オヘダだったのではないかと気づく。オヘダの行方を突き止めて彼を尋問すると、当時彼は実業家チャールズ・ブルサードの妻と浮気しており、それがブルサードに知られて脅されていたという。
ボッシュのプライベートでは、医師ハンナ・ストーンとの関係は終わっていた。娘マディは高校卒業を控え、警察の体験プログラムに参加する。
一方、ボッシュはソトの奇妙な行動に気づく。ボッシュに問いただされた彼女は、子どもを含む9人が死亡したアパート放火事件の生き残りであることを明かし、その事件の資料を漁っていたのだと白状する。2人はメルセド事件と並行して放火事件も捜査する。すると放火事件とほぼ同時にすぐ近所の金融機関で強盗事件が起きていたことがわかる。さらに調べてみると、当時この金融機関で働いていた女性店員アナ・アセベドと警備員ロドニー・バローズが付き合っていたことや、放火されたアパートにアセベドが住んでいたことがわかり、彼らが強盗事件を計画し、陽動作戦として放火したのではないかとボッシュらは推理する。しかし確たる証拠は得られないまま、主犯と思われたアセベドは身を寄せていたメキシコの修道院の出張先で死亡する。
メルセド事件の捜査では、当時ブルサードの友人だった射撃練習場経営者が狙撃犯だったことが判明するが、この男は既に死亡していた。しかしブルサード家の家政婦が当時彼らの会話を立ち聞きしており、そのことを警察に連絡してくる。彼女は事件当時も懸賞金をかけて情報を募集していた政治家アルマンド・ザイアスに連絡しようとしていたが、彼の参謀コナー・スピヴァクにもみ消され、スピヴァクはそれをネタにブルサードを強請っていたことがわかる。ボッシュのブルサードに対する嫌疑が深まったところでブルサードは家政婦の通報に気づいて彼女に危害を加えようとするが、そこに駆けつけたボッシュとソトに撃たれて死亡する。
逮捕されたスピヴァクはザイアスも一連のことを認識していたと主張するが、証拠不十分でザイアスは不起訴となる。ボッシュは捜査の過程で市警の資料室の鍵をこじ開けたことが明るみになり、停職処分となる。

## 登場人物
- ハリー・ボッシュ：ロサンゼルス市警未解決事件班の刑事
- ルシア・ソト：ボッシュの相棒
- マデリン・ボッシュ：ボッシュの娘
- オルランド・メルセド：10年前に狙撃された演奏者
- アルマンド・ザイアス：前市長
- アンヘル・オヘダ：メルセドの仲間の演奏者
- チャールズ・ブルサード：実業家
- ヴァージニア・スキナー：ロサンジェルス・タイムズの記者
- ロドニー・バローズ：強盗にあった金融機関の警備員
- アナ・アセベド：同店員
- レイチェル・ウォリング：ボッシュの元恋人、FBI捜査官
- ジョージ・クロウダー：ボッシュの上司